# ヴァイデンバッハ (ミッテルフランケン)
ヴァイデンバッハ (ドイツ語: Weidenbach) は、ドイツ連邦共和国バイエルン州ミッテルフランケンに属す市場町で、トリースドルフ行政共同体の本部所在地。

## 地理

### 自治体の構成
この町は、公式には9つの地区 (Ort) からなる。このうち小集落や孤立農場などを除く集落を以下に列記する。
- エスバッハ
- イレバッハ
- ライデンドルフ
- ネードルフ
- トリースドルフ
- ヴァイデンバッハ
- ヴァイアーシュナイトバッハ

## 歴史
ヴァイデンバッハは、おそらく845年に "Widenwang im Schwabfeldgau" として文献上で初めて言及されている。

## 行政

### 議会
ヴァイデンバッハの議会は首長を含めて15議席からなる。

### 紋章
銀地と黒地に左右二分割。向かって左は基部の青い波帯の上に曲がった緑のヤナギ (Weide) の枝。向かって右は、銀色の振り向いている鷹で金のナイフをつかんでいる。

### 友好自治体
- Besenyszög （ハンガリー）

## 経済と社会資本

### 交通
市場町ヴァイデンバッハは連邦道B13号沿い、アンスバッハの南約12kmに位置する。約3.5kmほどの位置に鉄道アンスバッハ - トロイヒトリンゲン線のトリースドルフ駅がある。トリースドルフには、ヴァイヘンシュテファン専門大学のトリースドルフ校がある。

## 引用
1. ↑  https://www.statistikdaten.bayern.de/genesis/online?operation=result&code=12411-003r&leerzeilen=false&language=de Genesis-Online-Datenbank des Bayerischen Landesamtes für Statistik Tabelle 12411-003r Fortschreibung des Bevölkerungsstandes: Gemeinden, Stichtag (Einwohnerzahlen auf Grundlage des Zensus 2011)
2. ↑  Bayerische Landesbibliothek Online